# Бирюлёвская улица
Бирюлёвская у́лица — улица на юге Москвы в районе Бирюлёво Восточное от Элеваторной улицы до Загорьевской улицы. Названа по бывшему посёлку Бирюлёво. Нумерация домов начинается от Элеваторной улицы, дома имеют индексы 115404, 115372, 115547.

## История
В 1960-х годах в рабочем посёлке Бирюлёво, располагавшемся в южной части Москвы, было пять номерных Бирюлёвских улиц и одна Бирюлёвская улица без номера. Они были названы по посёлку Бирюлёво, на территории которого находились. В ходе застройки района номерные улицы были упразднены: в 1968 году упразднили 5-ю Бирюлёвскую улицу, а в 1973 году — улицы с 1-й по 4-ю.
Изначально трасса Бирюлёвской улицы была иной: это название носил проезд вдоль северной стороны домов 31к1 и 31к2 по нынешней Бирюлёвской улице. 16 октября 1973 года, в связи с застройкой района, название Бирюлёвская улица перешло к соседней, а старая улица была упразднена. В состав новой Бирюлёвской улицы вошли бывшие Касимовская улица, Донецкая улица (до 1964 года — улица Дзержинского) и новые проезды. Эта улица стала главной в новом микрорайоне.

## Здания и сооружения[5]
- д. 7, к. 1 — Управление Департамента жилищной политики и жилищного фонда города Москвы в ЮАО
- д. 17 — Кинотеатр «Пять звезд — Бирюлёво (Керчь)»
- д. 38 — Бирюлёвский мясоперерабатывающий комбинат «Биком»
- д. 48, к. 2 — Мировые судьи (Чертановский суд), Чертаново Южное, с/у 223—227, Муниципалитет района Бирюлёво Восточное, Управа района Бирюлёво Восточное
- д. 49, к. 4, стр. 2 — Ветеринарный центр.

## Транспорт
По различным участкам Бирюлёвской улицы проходят автобусы:

| 826:  | Орехово • Домодедовская • Платформа Бирюлёво-Пассажирская                                                          |
| 852:  | Загорье • Покровское • Пражская • Чертаново Центральное                                                            |
| м88:  | Платформа Бирюлёво-Пассажирская • Царицыно                                                                         |
| м89:  | Загорьевская улица • Царицыно • Кантемировская                                                                     |
| с809: | Станция Бирюлёво-Товарная • 6-й микрорайон Загорья                                                                 |
| с891: | Станция Бирюлёво-Товарная • Кантемировская • Каширская                                                             |
| н13:  | 6-й микрорайон Загорья • Царицыно • Кантемировская • Каширская • Коломенская • Технопарк • Таганская • Китай-город |

«→» — остановки проходятся только при движении в прямом направлении; «←» — остановки проходятся только при движении в обратном направлении.